# Wikiloc
Wikiloc — веб-сайт, стартовавший в 2006 году , который предлагает бесплатные маршруты GPS и путевые точки, которые участники (бесплатная регистрация) могут загружать и обмениваться. В этом сервисе маршруты могут отображаться поверх разных карт, например, карт Google (с возможностью отображения слоев Мировой карты рельефа (maps-for-free.com), OpenStreetMap, соответствующего OpenCycleMap, Базовой карты изображений USGS Topo и Базовой карты USGS Topo). Сервис также доступен в Google Earth. Существуют мобильные приложения для Android и iPhone. Продукт, насчитывающий более 4,5 млн участников, предлагается на многих языках и имеет более 11,6 млн треков десятков видов способов передвижения (пеший туризм, езда на велосипеде, парусный спорт, катание на лошадях, дайвинг, парапланеризм и т. д.) во многих странах и территориях. Wikiloc начинался как всемирный онлайн-справочник по туризму.

## Технология
Wikiloc полностью реализован с помощью свободного программного обеспечения. Он использует HTML и JavaScript в веб-браузере, в то время как на сервере используется Linux, менеджер баз данных PostgreSQL с PostGIS для поддержки географии, программное обеспечение Apache, Hibernate, GEOS, GDAL и PROJ.4, а также Python для предварительной обработки и обслуживания.

## Награды
Среди прочего, Wikiloc выиграл следующие призы:
- Победитель конкурса Changemakers / National Geographic 2009 Geotourism Challenge[14][15][16][17][18]
- Победитель конкурса гибридных карт Google в 2006 году[19]
- Лауреат премии Инициатива / Компания Испанского географического общества в 2013 году[20][21]